# Shandi Finnessey
 (juin 2017).
Si vous disposez d'ouvrages ou d'articles de référence ou si vous connaissez des sites web de qualité traitant du thème abordé ici, merci de compléter l'article en donnant les références utiles à sa vérifiabilité et en les liant à la section « Notes et références ».
Shandi Finnessey, née le 9 juin 1978 à Florissant dans le Missouri aux États-Unis, est un mannequin et une animatrice de télévision américaine.
Elle était tenante du titre Miss Missouri USA 2004 et Miss USA 2004.

## Biographie
(décembre 2021).
Le contenu est difficilement compréhensible vu les erreurs de traduction, qui sont peut-être dues à l'utilisation d'un logiciel de traduction automatique.
Shandi participe à l'élection de Miss Missouri USA 2000 où elle a terminé première dauphine. Elle a participé l'année suivante et termine deuxième à la deuxième place à Larissa Meek dans l'édition 2001. En 2000, elle participe à l'élection de Miss Oktoberfest et a été première dauphine le concours a été remporté par Jenna Edwards.
En 2002, elle remporte le Miss Saint-Louis qualifié pour Miss Missouri et a remporté le titre de Miss Missouri. Elle a représenté le Missouri dans la Miss America 2003 concours, où elle a remporté un prix robe de soirée préliminaire, mais n'a pas lieu.
Moins d'un an après avoir renoncé à son titre, a remporté le Finnessey Miss Missouri USA concours à son troisième essai. Elle a représenté le Missouri dans la télévision nationale Miss USA 2004 concours de beauté. Dans le concours de la télévision nationale, elle est devenue la première femme du Missouri à gagner le titre de Miss USA.
Elle est apparue en 2010 dans le téléfilm Sharktopus de Declan O'Brien, diffusé sur Syfy Universal.